# Michael Madl
Michael Madl, né le 21 mars 1988 à Judenburg, est un footballeur professionnel autrichien. Il occupe le poste de défenseur.

## Biographie

### En club
Avec les clubs de l'Austria Vienne et du Sturm Graz, il dispute 9 matchs en Coupe de l'UEFA / Ligue Europa.
Le 20 mai 2016, il rejoint le club anglais de Fulham FC.
Le 16 janvier 2018, il rejoint Austria Vienne.